# Uhłuwatka
Uhłuwatka (ukr. Углуватка) – wieś na Ukrainie, w obwodzie czerkaskim, w rejonie humańskim, w hromadzie Chrystyniwka. W 2025 liczyła 521 mieszkańców, spośród których 506 wskazało jako ojczysty język ukraiński, a 15 rosyjski.